# 薩多韋 (別爾哥羅德-德涅斯特羅夫斯基區)
46°14′3″N 30°12′43″E / 46.23417°N 30.21194°E

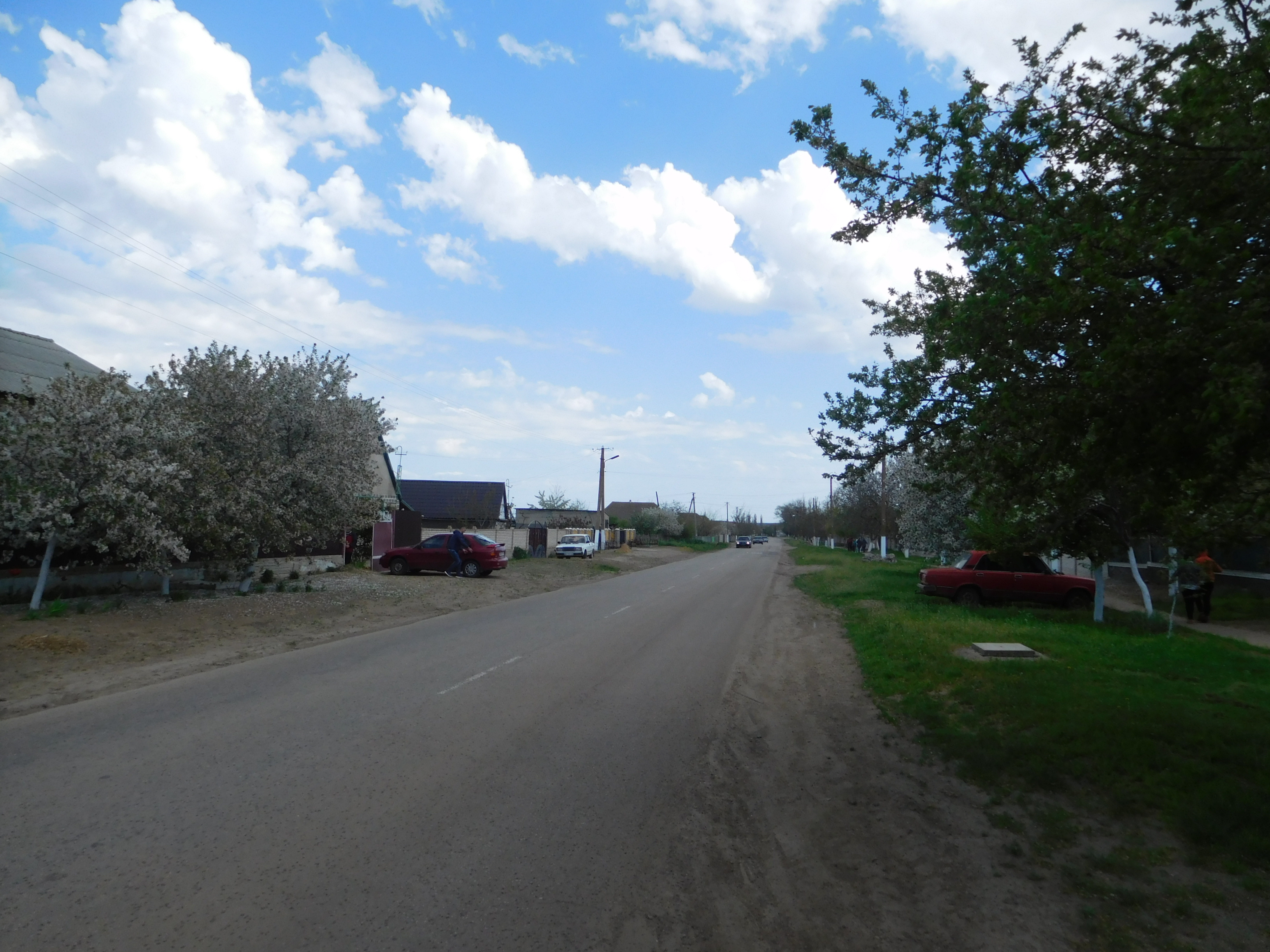
村庄內道路

薩多韋（烏克蘭語：Садове）是位於烏克蘭西南部的村莊，由敖德萨州裡比爾霍羅德-德涅斯特羅夫斯基區的莫洛哈市鎮負責管轄。該村始建於1824年，面積1.59平方公里，海拔高度11米，2018年人口807，人口密度每平方公里605.66人。